# Аранча Пара Сантонха
Аранча Пара Сантонха  (на испански: Arantxa Parra Santonja) е професионална тенисистка от Испания. Тя започва състезателната си кариера през 2000 г.
Аранча Пара Сантонха е една от представителките на новото течение състезателки в испанския тенис. В световната ранглиста на женския тенис, Аранча Пара Сантонха е четвъртата най-добре класирала се испанка след: Мария Хосе Мартинес Санчес, Карла Суарес Наваро и Анабел Медина Гаригес.
През 2003 г., за първи път Аранча Пара Сантонха попада в престижната класация Топ 100 на световния женски тенис. В периодът 2005 – 2008 г., испанската тенисистка е неизменна част от представителния отбор на Испания за „Фед Къп“.
В професионалната си кариера, Аранча Пара Сантонха е изиграла една финална среща на турнир на сингъл. Това се случва на 3 май 2010 г., по време на „Ещорил Оупън“ в Португалия, където испанката отстъпва на латвийската тенисистка Анастасия Севастова с резултат 2:6, 5:7.
В мачовете на двойки, Аранча Пара Сантонха се представя далече по-убедително. За десет години в професионалния тенис тя печели три шампионски титли на двойки. Първата датира от 26 февруари 2007, когато заедно със своята сънародничка Лурдес Домингес Лино сломяват съпротивата на Емили Лоа и Никол Прат с 6:3, 6:3. На 11 юни 2007 г., в родния град на Аранча Пара Сантонха — Барселона, печели своята втора титла на двойки заедно с Нурия Лягостера Вивес, с която надиграват дуета Флавия Пенета и Лурдес Домингес Лино със 7:6, 2:6, 12:10. Третата си титла на двойки, испанката печели отново в Барселона през 2008 г., когато отново с Лурдес Домингес Лино побеждават Нурия Лягостера Вивес и Мария Хосе Мартинес Санчес в един напълно испански сблъсък. От 2003 до 2010 г., за период от седем години, Аранча Пара Сантонха е загубила общо шест финала на двойки.
В турнирите от Големия шлем, испанската тенисистка е записала най-добро участие през 2004 г., по време на „Откритото първенство на Франция“, когато достига до трети кръг, в който е елиминирана от представителката на домакините Амели Моресмо.
На 14 юни 2010 г., Аранча Пара Сантонха записва своето най-добро класиране в световната ранглиста на женския тенис. Тя заема 50-а позиция.
На 10 април 2011 г., Аранча Пара Сантонха печели шампионската титла на двойки от турнира в Марбеля. Във финалната среща, заедно със своята сънародничка Нурия Лягостера Вивес тя побеждава италианските тенисистки Сара Ерани и Роберта Винчи с резултат 3:6,6:4 и 10:5.